# Audi 200 C3
Im September 1983 präsentierte Audi einen neuen 200, der auf dem Audi 100 C3 (Typ 44) basierte. Der Audi 200 war ausschließlich mit Fünfzylinder-Ottomotoren erhältlich. Ab Mitte 1984 gab es von der ab 1983 hergestellten zweiten Baureihe Audi 200 auch eine Avant-Version, die bis Ende 1990 gebaut wurde. Es gab den 200 dann auch mit dem Audi-eigenen Allradantrieb quattro. Bis zur Vorstellung des Audi V8 mit Achtzylindermotor im Jahr 1988 war der Audi 200 das Topmodell in Audis Modellpalette.

## Modellgeschichte

### Allgemeines
Nachdem 1982 bereits der Audi 100 C3 präsentiert wurde und mit seinem Luftwiderstandsbeiwert für Aufsehen sorgte, erreichte der Audi 200 wegen der geänderten Anbauteile den Rekordwert des Audi 100 nicht. Er wurde trotz baugleicher Rohbaukarosserie geringfügig schlechter mit einem Cw-Wert von 0,33 gemessen. Der Audi 100 C3 war mit einem Luftwiderstandsbeiwert (Cw) von 0,30 strömungsgünstiger geformt als die meisten anderen Fahrzeuge dieser Zeit. Probleme wie „Innenraumaufheizung“ wegen der flach geneigten Fensterscheiben wurden wegen dieses Modells erstmals zur Sprache gebracht und öffentlich diskutiert.
Die Front des Audi 200 unterscheidet sich gegenüber dem Audi 100 durch breitere Doppelscheinwerfer, serienmäßige Nebelscheinwerfer, einen großen Frontspoiler in Wagenfarbe und eine andere Motorhaube. Die vorderen Blinker sind wie beim Vorgängermodell 200 Typ 43 in die Stoßstange eingelassen. Die Blende zwischen den Heckleuchten ist durchgehend und in den Farben der Rückleuchten gehalten.
Während der Audi 100 bis zur Überarbeitung Anfang 1988 in Ausstattungsklassen unterteilt wurde (Grundmodell ohne schwarze Blende zwischen den Heckleuchten im Bereich des Kennzeichens, CC, CS (sportlich) und CD), war der Audi 200 zunächst nur mit der teuersten Ausstattung lieferbar. Der Audi 200 hatte bis zur Modellpflege Anfang 1988 einen anderen Innenraum als der Audi 100 mit anderem Armaturenbrett, besonderen Türverkleidungen und aufwendiger gepolsterten Sitzen.
Als Saugmotoren standen Fünfzylindermotoren mit 2,1 Liter Hubraum und 100 kW (136 PS), 2,2 Liter Hubraum und 101 kW (137 PS) und schließlich ein 2,3 Liter mit 100 kW (136 PS) zur Wahl. Alle anderen Motoren waren Fünfzylinder-Turbomotoren mit 2,1 und 2,2 Liter Hubraum und Leistungen zwischen 121 und 162 kW. Auf Anfrage gab es den Audi 200 anfangs auch in einer „Behördenversion“ mit dem aus dem Audi 100 bekannten 98/100 kW-Fünfzylinder-Ottomotor.
Später gab es das Sondermodell 200 exclusiv mit ausgestellten Radläufen und einer noch umfangreicheren Ausstattung, unter anderem mit elektrisch verstellbaren Ledersitzen und einer Klimaautomatik. Bis zur Einführung des Audi V8 war der 200 der teuerste in Serie gebaute Audi. Der Audi 200 exclusiv kostete 1987 rund 79.000 DM (heute ca. 86.000 EUR).

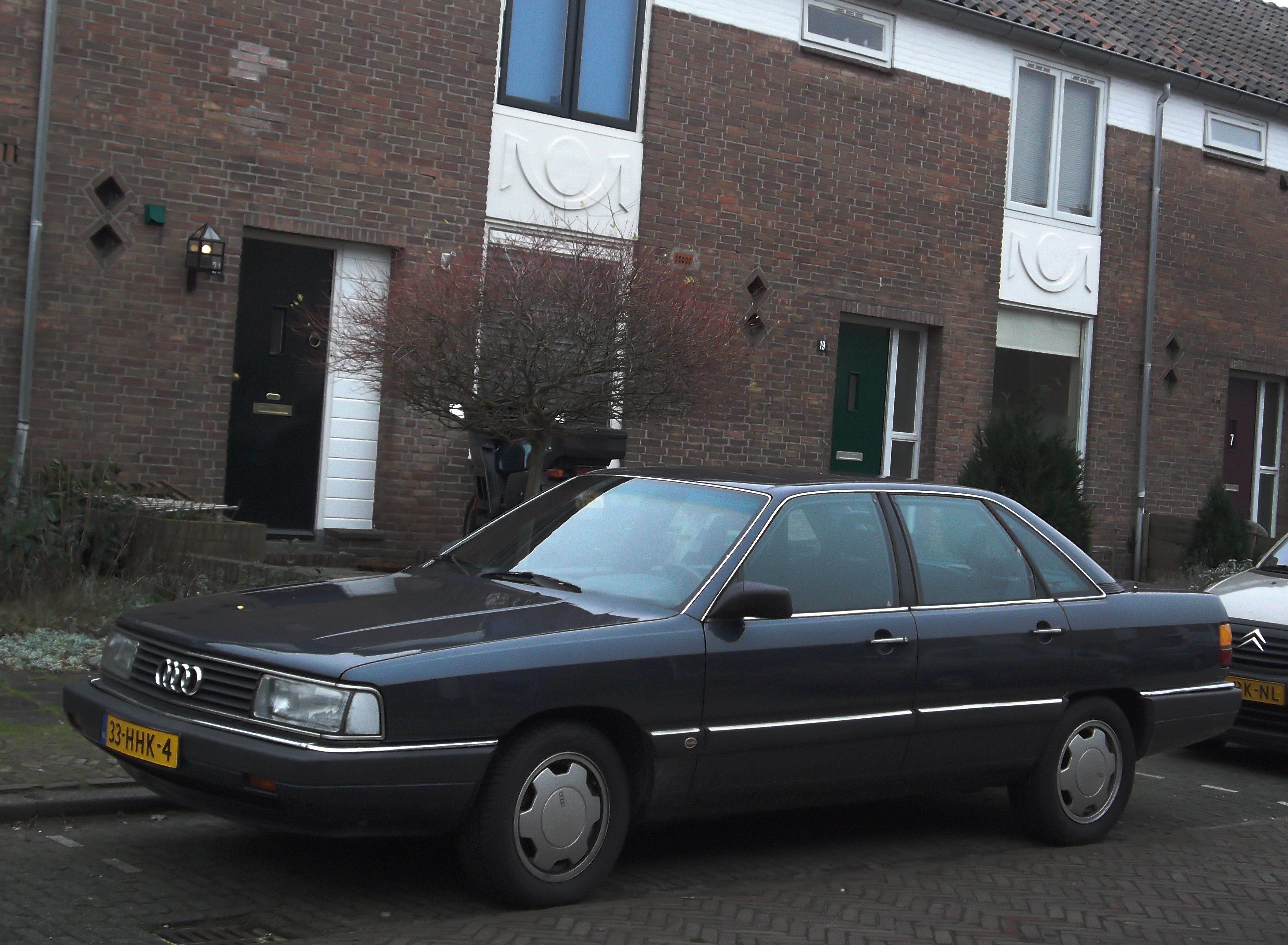
Audi 200
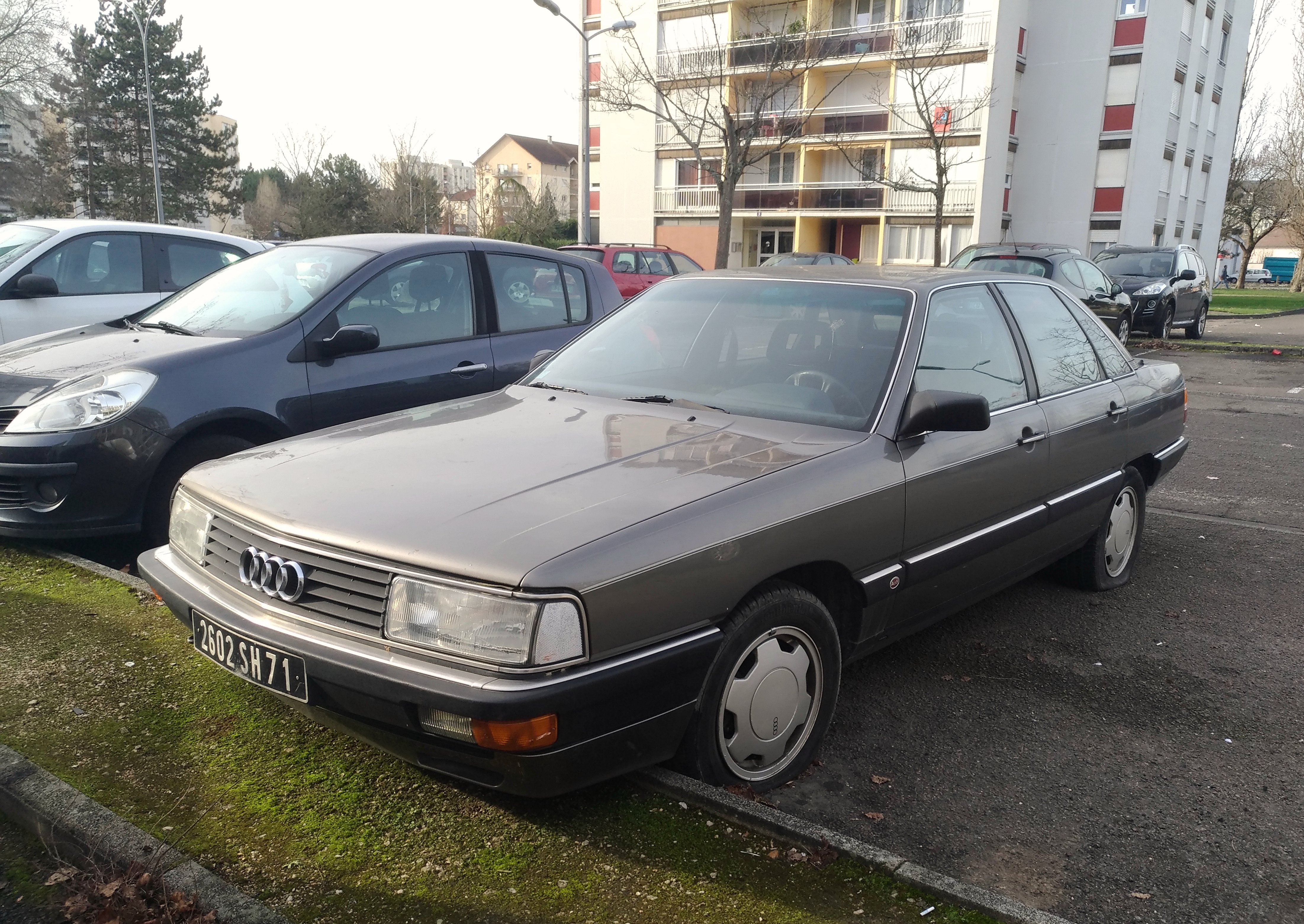
Audi 200 Turbo
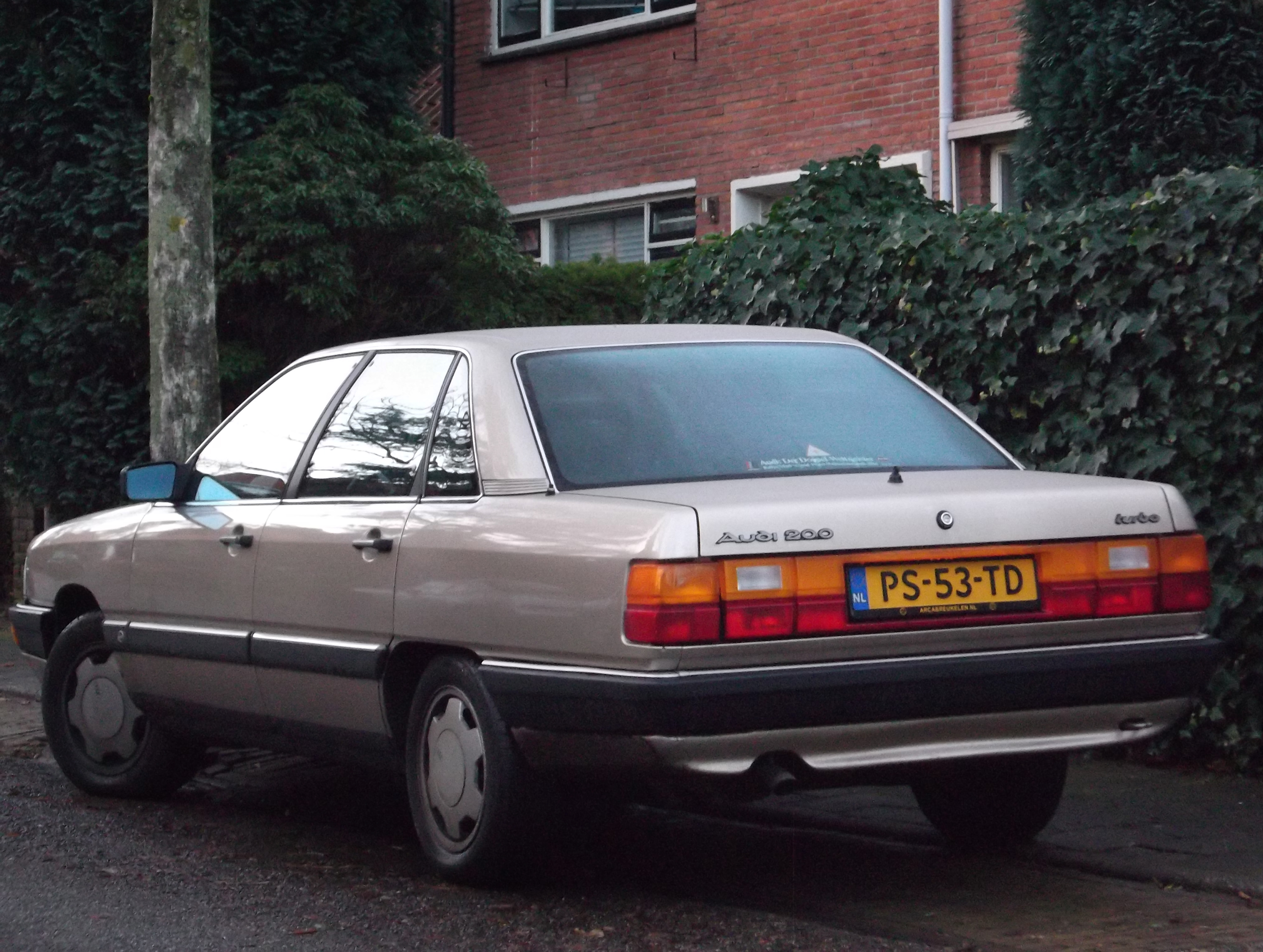
Audi 200 Turbo, Heckansicht
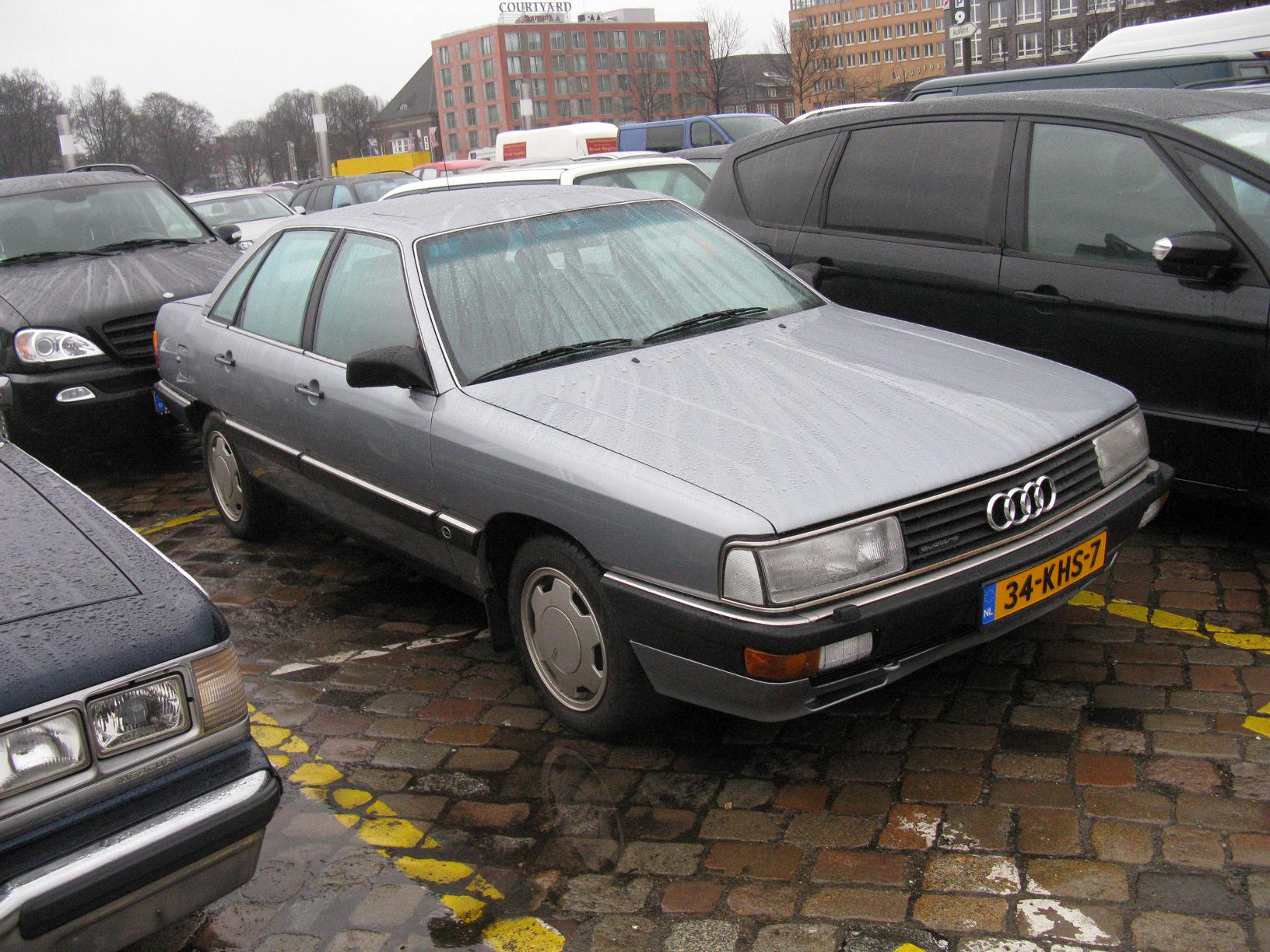
Audi 200 Quattro (1984–1987)
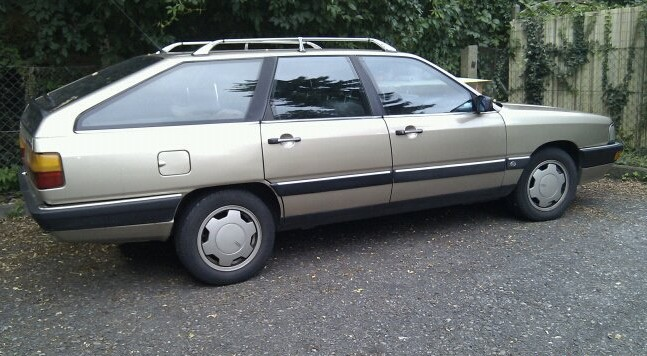
Audi 200 Avant (1984–1988)
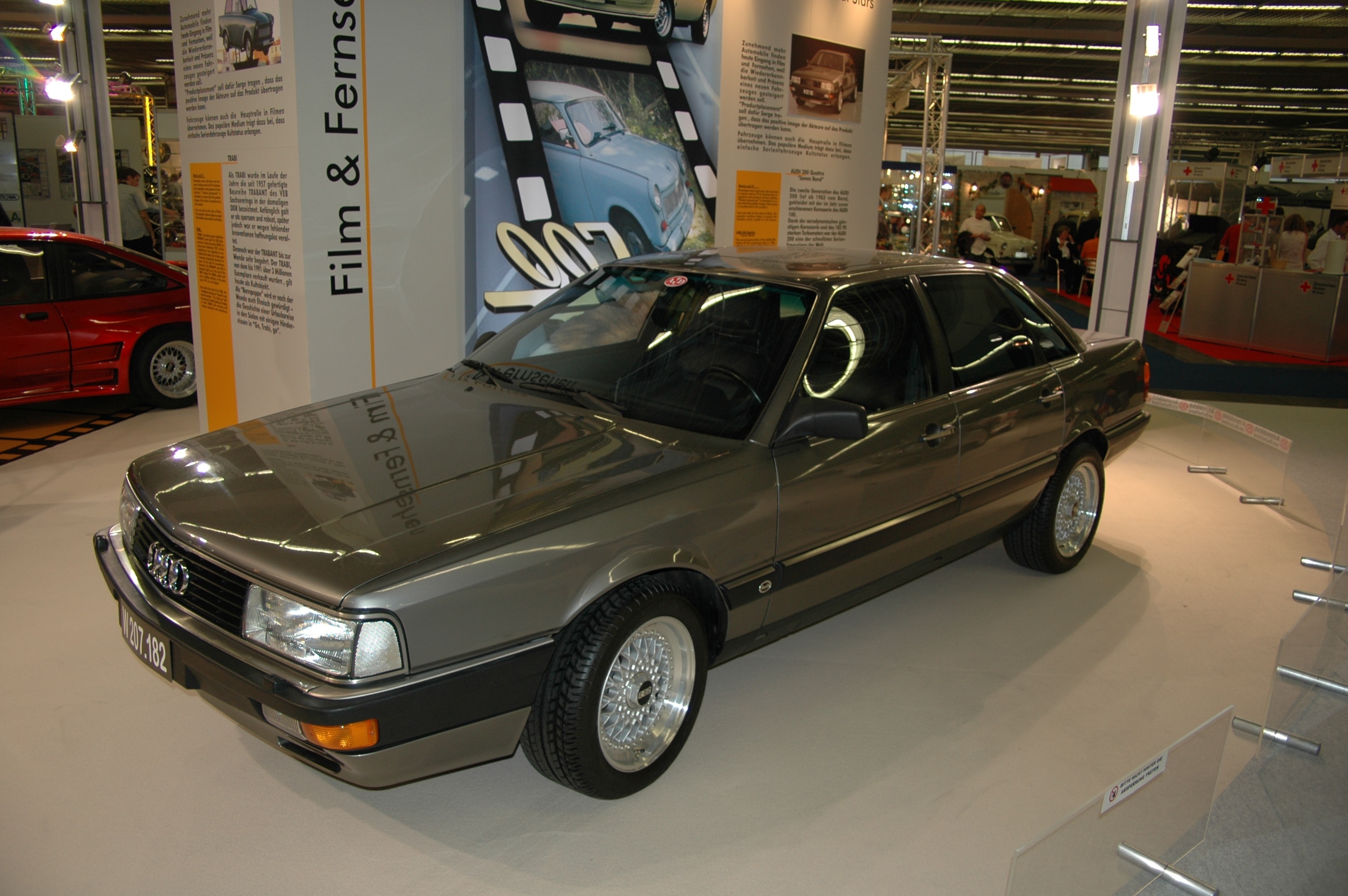
Audi 200 aus dem James-Bond-Film Der Hauch des Todes

### Modellpflege
Anfang 1988 bekamen Audi 200 und 100 einen aufgewerteten und ergonomisch verbesserten Innenraum. Außen bekam das Modell nun eingelassene Türgriffe und einen runden hinteren Radlauf. Zudem war im letzten Produktionsjahr ein Fahrerairbag gegen Aufpreis lieferbar.
Über einen kurzen Zeitraum (von 1988 bis 1990) wurden leistungsstärkere Motoren angeboten, die 140 kW (nur Automatik; Motorkennbuchstaben 2B) bzw. 147 kW (Motorkennbuchstaben 1B) leisteten. Sowohl in Autos mit Front- als auch mit Allradantrieb gab es handgeschaltete Fünfganggetriebe, das dreistufige Automatikgetriebe war nur in Kombination mit Frontantrieb erhältlich. Bei dieser Generation des Audi 200 wurde auch erstmals der permanente Allradantrieb quattro in Verbindung mit Schaltgetriebe angeboten.

### Audi 200 20V
Das Spitzenmodell der Baureihe war ab März 1989 der Audi 200 quattro 20V mit einem turbogeladenen 2,2-Liter-Fünfzylindermotor mit vier Ventilen pro Zylinder (Motorkennbuchstabe 3B), der auf dem Motor des Audi Quattro basiert. Der Audi 200 20V wurde 1989 beim Genfer Auto-Salon vorgestellt und bis 1990 gebaut.
Anders als beim herkömmlichen Modell waren an der Karosserie runde, ausgestellte Kotflügel einschließlich seitlicher Blinker angebracht sowie voluminöse Stoßfänger für den US-amerikanischen Markt. Zu den besonderen technischen Merkmalen gehörte das Fahrwerk aus dem Audi V8 D11. Angetrieben wurde der Wagen von einem 2226 cm³ großen 5-Zylinder-Motor mit Turbolader (Motorkennbuchstabe 3B), basierend auf dem des Audi Sport quattro. Gesteuert wurden alle Aktoren und Sensoren der Zündung sowie die Kraftstoffeinspritzung und Ladedruckregelung von der damals neuen Motronic.
Der Motor erreicht eine Leistung von 220 PS bei 5700/min. Das maximale Drehmoment von 309 N m liegt bei 1950/min an. Die Höchstgeschwindigkeit wurde mit 242 km/h angegeben, was den Audi 200 20v kurzzeitig zur schnellsten serienmäßigen Limousine der Welt machte. Er beschleunigte von 0 auf 100 km/h in 6,6 Sekunden. Der Wagen wurde nur mit Allradantrieb gebaut. Die Originalräder hatten Reifen der Dimension 215/60 VR 15 auf 7,5x15-Zoll-Felgen.
Die Leistung von 162 kW (220 PS) sorgt für eine Spitzengeschwindigkeit von 242 km/h (Kombi-Variante 238 km/h) und eine Beschleunigung von 0 auf 100 km/h in 6,6 s (Kombi-Variante 6,7 s). Damit war der Audi 200 in dieser Motorvariante eine der schnellsten Serienlimousinen der damaligen Zeit (Werksangaben). Im Fahrbericht der FAZ hieß es seinerzeit:

„Man muß schon ganz weit oben in der Auto-Rangliste suchen, um eine ähnlich eindrucksvoll motorisierte Limousine zu finden: 246 km/h Höchstgeschwindigkeit und 7,5 Sekunden von 0 auf 100 km/h sind Werte, die nur von den teuersten BMW und Mercedes erreicht, aber kaum überboten werden können.“

Die Ausstattung war luxuriös. Als aufpreispflichtige Extras wurden unter anderem Lederausstattung einschließlich Sitzheizung und eine vollautomatische Klimaanlage angeboten, außerdem geschmiedete Felgen von BBS.
In der kurzen Bauzeit entstanden nur verhältnismäßig wenige Fahrzeuge: Von der Limousine wurden insgesamt 4767 und vom Kombi Avant 1616 gebaut. Heute existieren nur noch wenige originale Fahrzeuge.

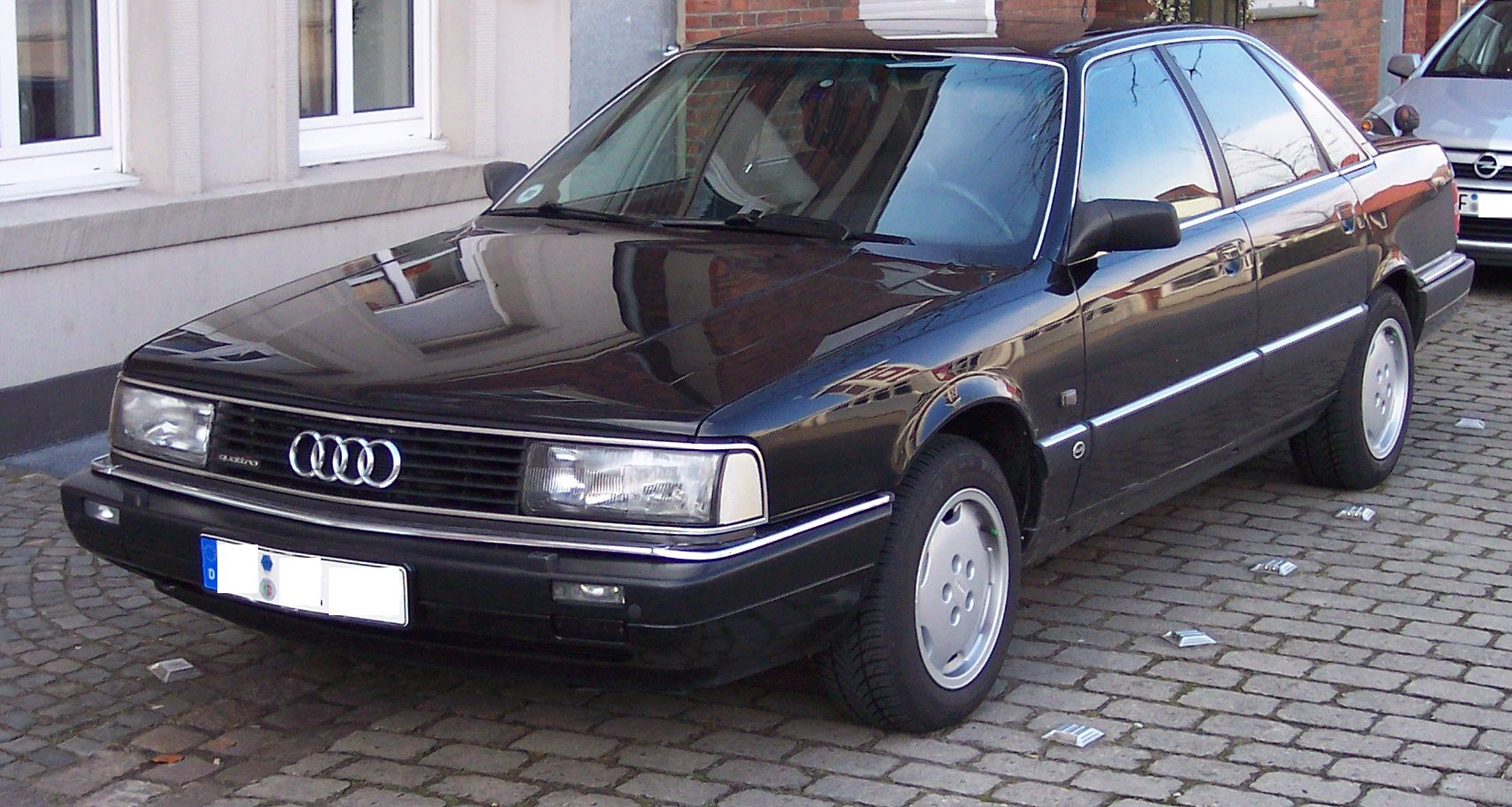
Audi 200 quattro
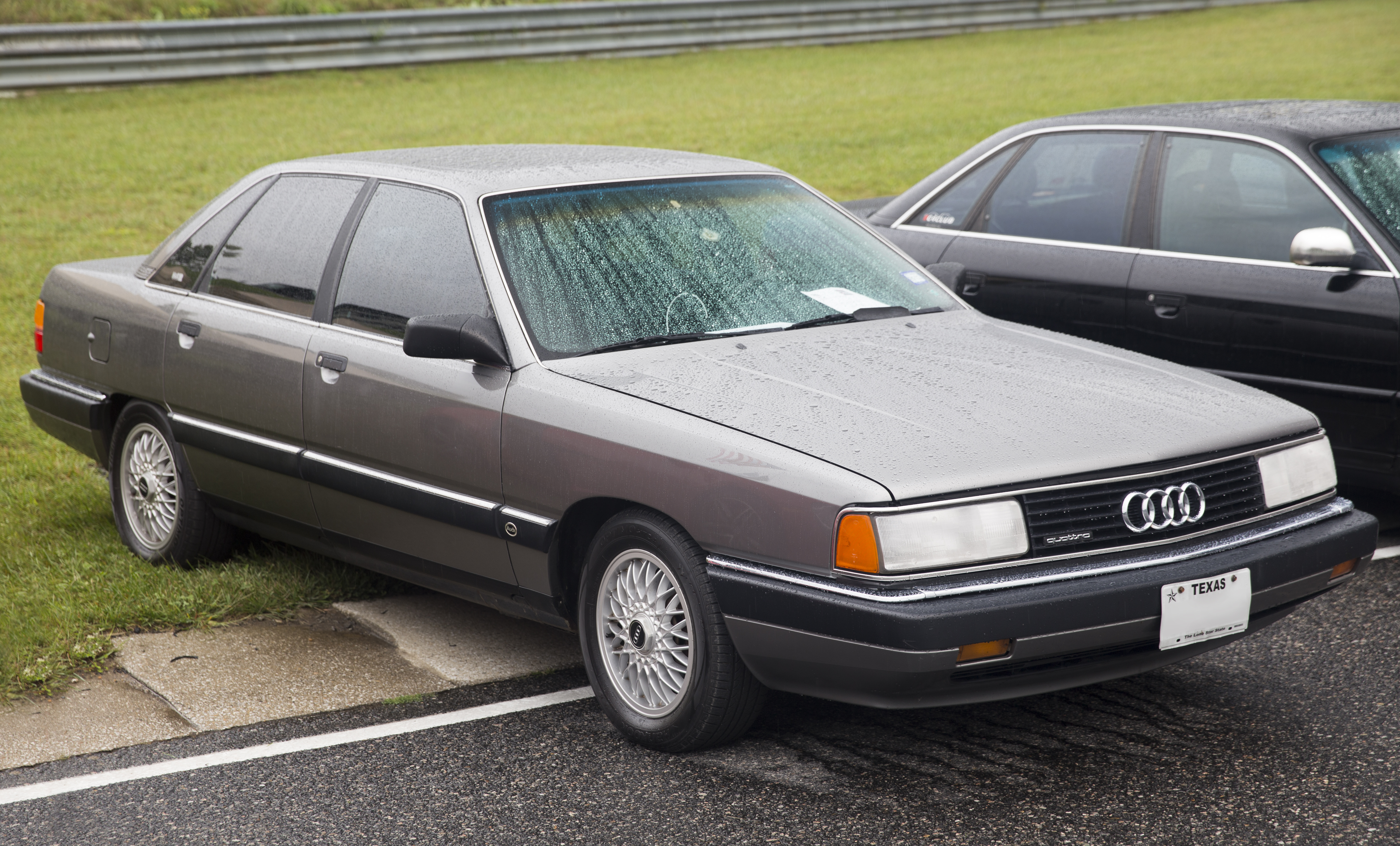
1991 Audi 200 (US-Modell)
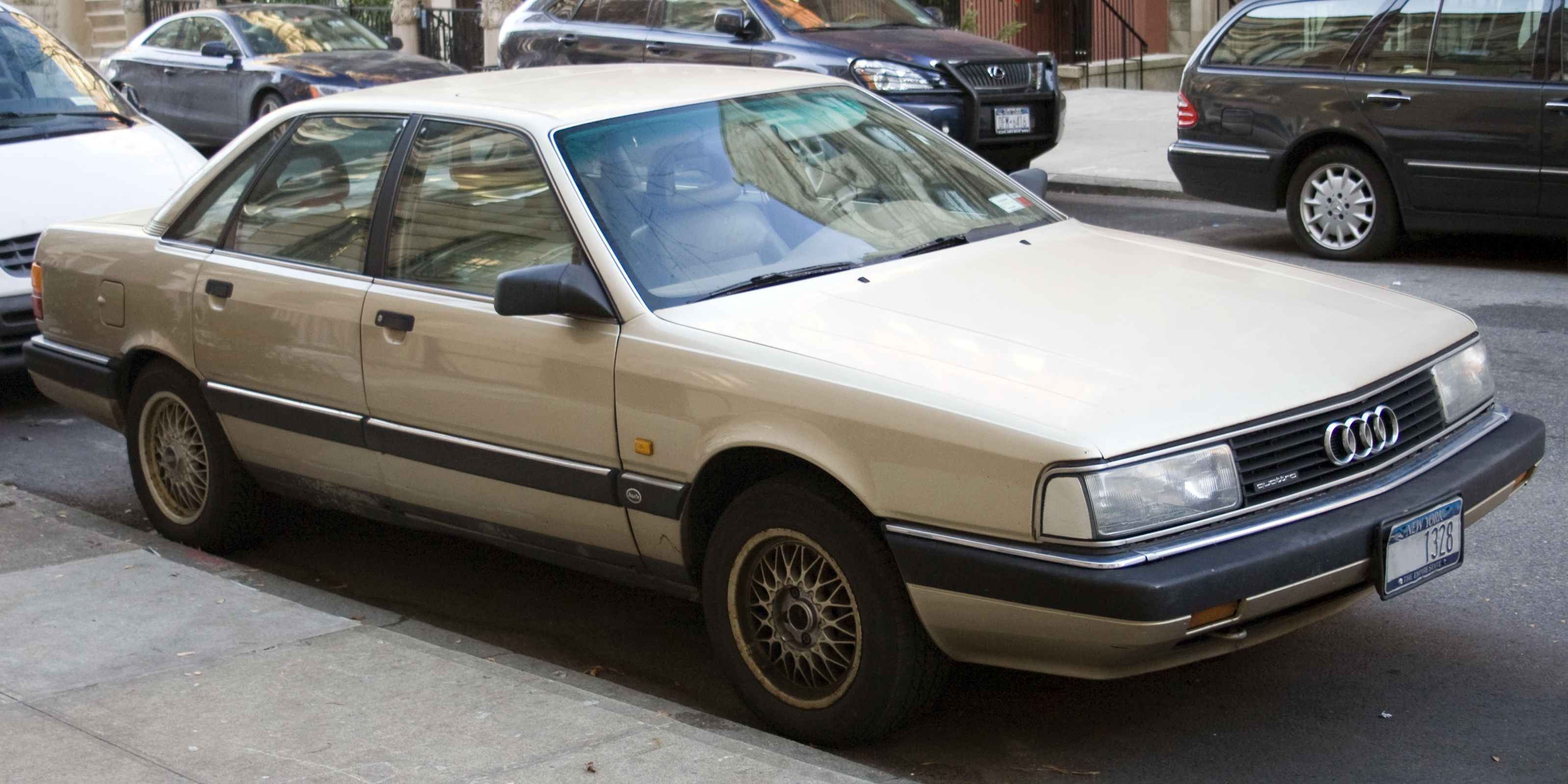
Audi 200 quattro 20V (1989–1991)
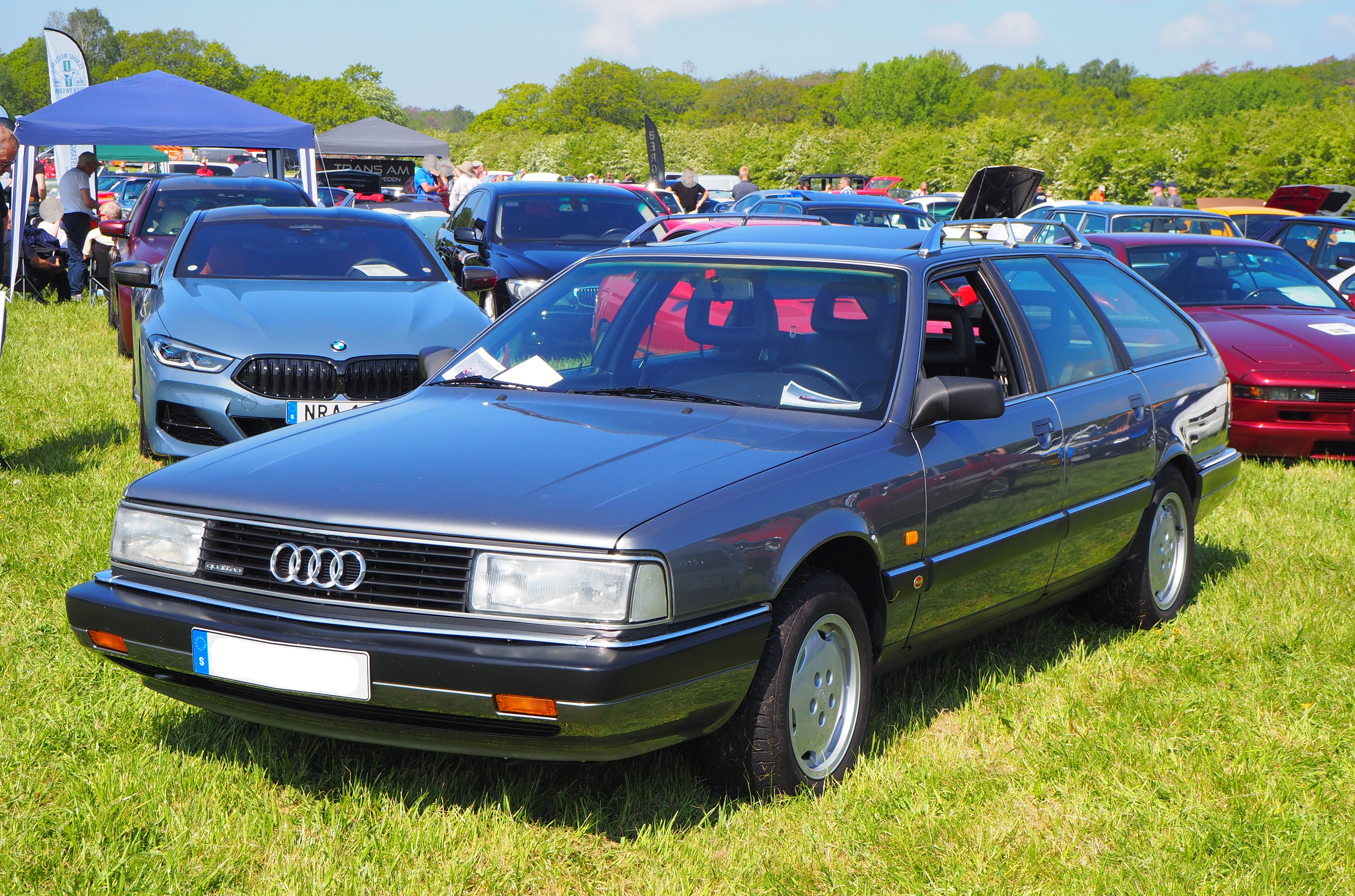
Audi 200 Avant quattro 20V (1989–1991)
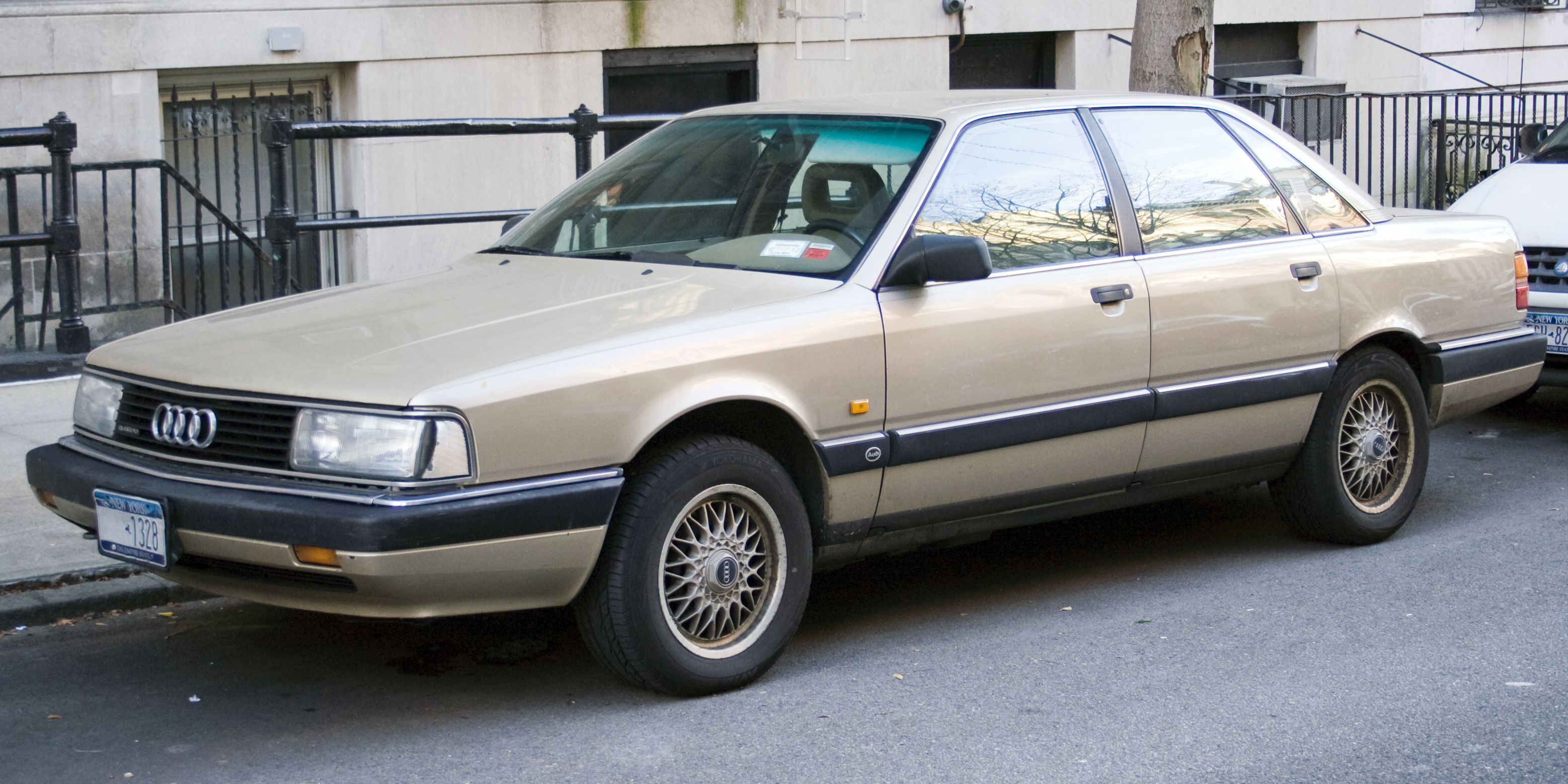
Audi 200 quattro 20V USA
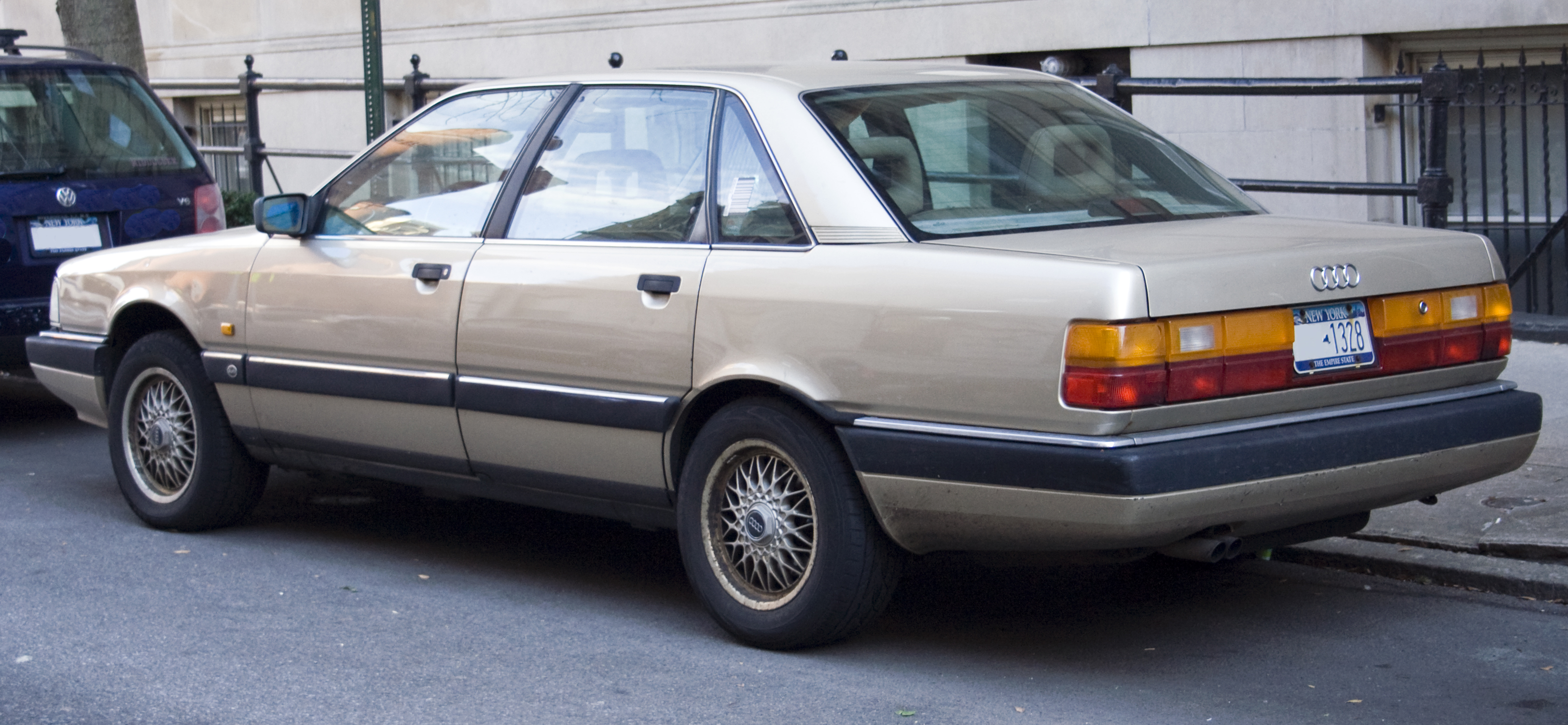
Audi 200 quattro 20V USA
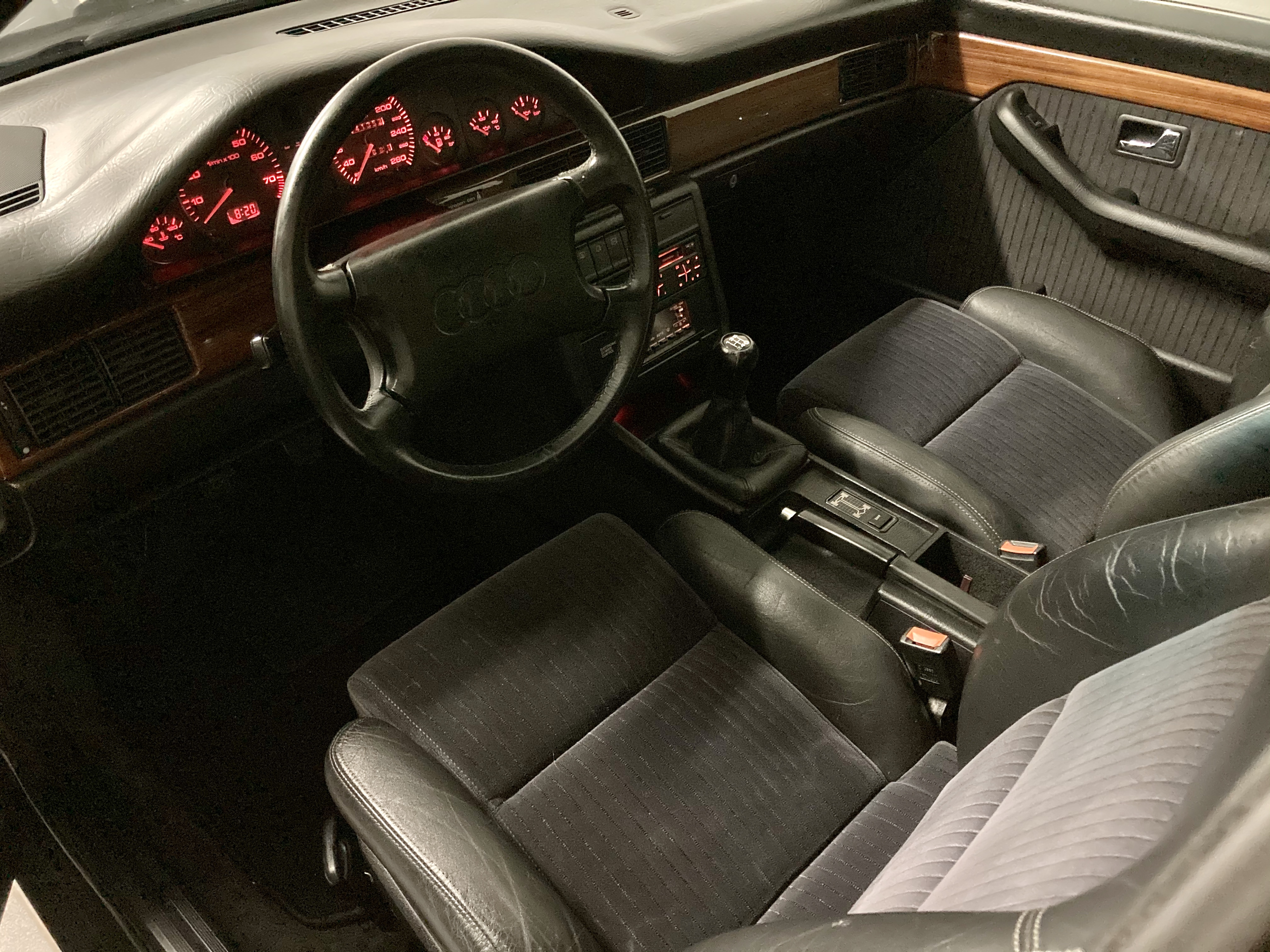
Interieur
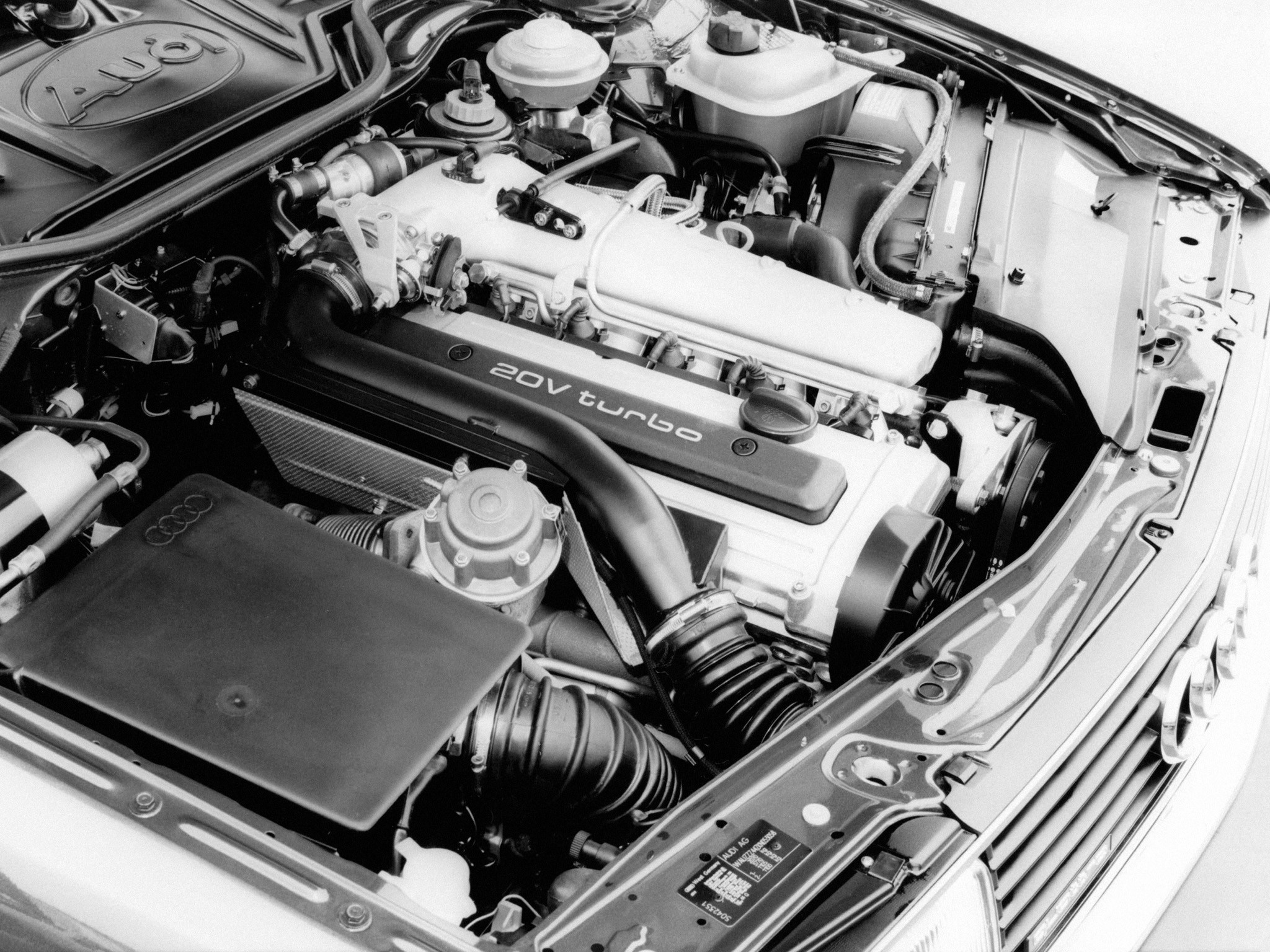
20V Turbomotor

### Product-Placement
Audi betrieb für den Audi 200 Werbung in Form von Produktplatzierung in Filmen und Serien. In der ZDF-Serie Die Schwarzwaldklinik fuhr der Chefarzt Prof. Dr. Brinkmann einen Audi 200, auch im James-Bond-Film Der Hauch des Todes kam 1987 ein Audi 200 zum Einsatz.
Der Audi 200 Typ 44 war der letzte angebotene Audi 200 in Deutschland, seine Produktion endete Mitte 1991. Von der zweiten Generation des Audi 200 wurden bis 1991 94.000 Einheiten produziert.

### Rennwagen auf Basis des Audi 200
Talladega-Rekordwagen
Da die Rallyeerfolge von Audi in den USA wenig Beachtung fanden, plante Audi die Promotion mit einem Geschwindigkeitsrekord. Dazu wurden 1985 mehrere Audi 200 C3 modifiziert und mit amerikanischen Audi 5000 CS Turbo quattro Typenschildern versehen. Sie hatten einen 2.2-l-25-V-650-PS-Fünfzylindermotor, Teil-Aluminiumkarosserie und aerodynamische Anpassungen. Die Sitzposition des Fahrers, die Anordnung des Motors und weiterer Anbauteile wurden auch verändert. Am 24. März 1986 stellte Bobby Unser auf dem Talladega-Speedway einen Geschwindigkeitsrekord für allradgetriebene Fahrzeuge auf. Er umrundete das Oval in 46 s und erreichte dabei eine Durchschnittsgeschwindigkeit von 322 km/h.
Technische Daten:
- Hubraum: 2,2 l
- Zylinder: 5
- Ventile: 25
- max. Ladedruck: 3 bar
- max. Leistung: 650 PS
- Leergewicht: 1072 kg
- Strömungswiderstandsbeiwert ({\displaystyle c_{w}}): 0,33
- Höchstgeschwindigkeit: ~330 km/h

Nardò-Rekordwagen
Inspiriert vom Talladega-Rekordversuch wurden 1987 drei weitere Rekordfahrzeuge auf Basis des Audi 200 C3 konstruiert, die auf der 12,6 km langen Teststrecke Pista di Nardò in Süditalien für „Dauer-Höchstgeschwindigkeits-Weltrekorde“ eingesetzt werden sollten. Dazu wurde das Fahrzeug weiter erleichtert, unter anderem durch Aluminiumtüren und Kunststoffkotflügel. Die Außenspiegel wurden weggelassen. Inklusive Betriebsmitteln, davon 340 l Benzin, wog der Wagen etwa 1500 kg. Um weniger Zeit bei Zwischenstopps zu verlieren, wurde eine Hochleistungsbremsanlage, sowie ein Schnelltanksystem eingebaut. Ein Öl- und Fahrerwechsel mit Betankung konnte in 25 s erledigt werden.
Der bekannte 2,2-l-25-V-Fünfzylindermotor bekam Titan-Pleuel und leistete 650 PS bei 6100/min. Die Aufladung erreichte bis zu 3 bar Ladedruck.
Im April 1988 wurden die ersten Rekordversuche unternommen. Dabei wurden Höchstgeschwindigkeiten von über 345 km/h erreicht.
Am Ende hatte Audi mehrere Dauer-Geschwindigkeitsrekorde aufgestellt. Darunter den für die 500 mi mit durchschnittlich 324,509 km/h und den für die 1000 km mit 326,403 km/h. 1988 stellte einer der Nardò-Wagen in Südafrika einen Geschwindigkeitsrekord von 358,923 km/h auf.
Technische Daten:
- Hubraum: 2,2 l
- Zylinder: 5
- Ventile: 25
- max. Ladedruck: 3 bar
- max. Leistung: 650 PS
- Gewicht: 1500 kg (im Rennbetrieb)
- {\displaystyle c_{w}}: 0,27
- Höchstgeschwindigkeit: ~360 km/h

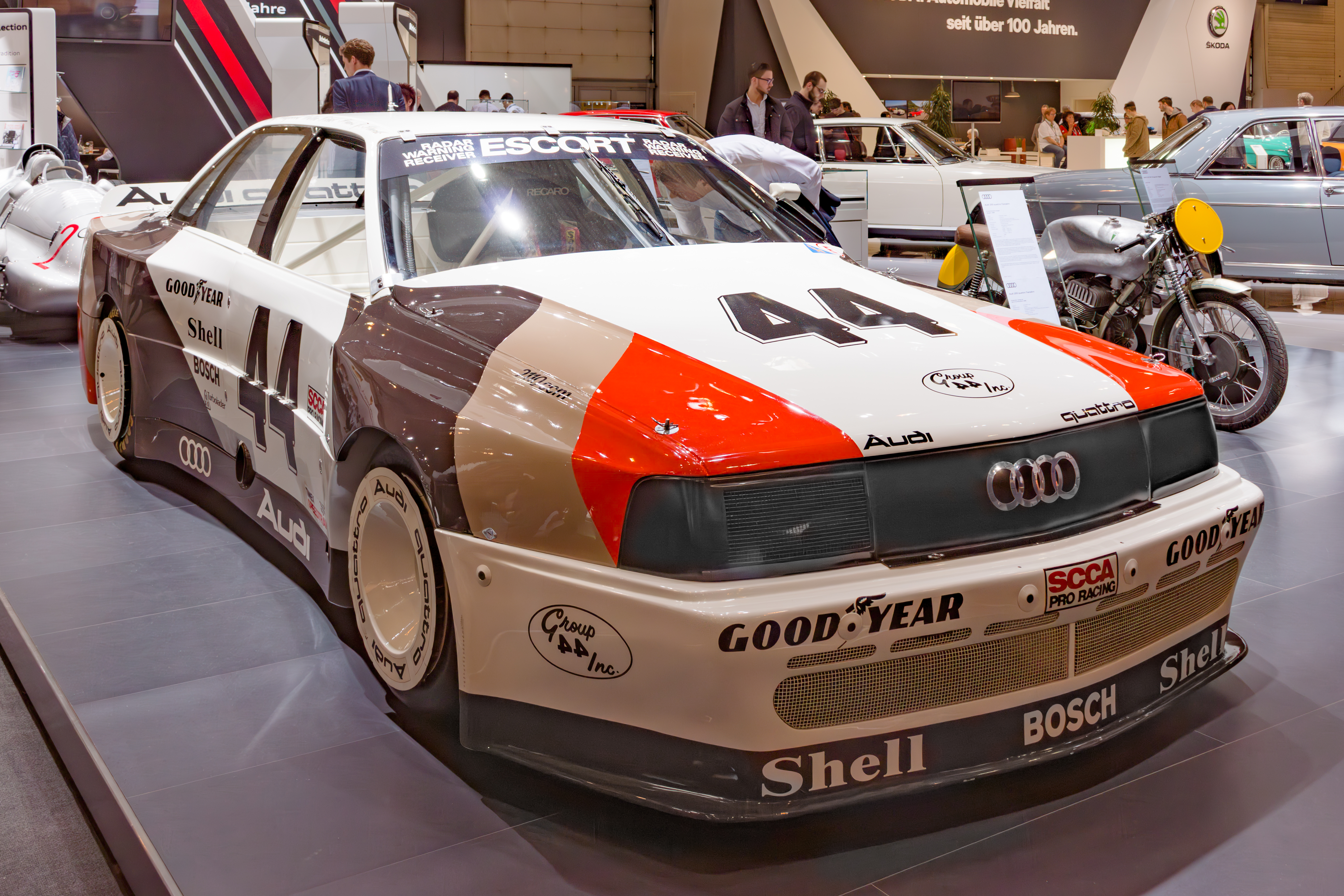
Audi 200 quattro Trans-Am
Der Audi 200 quattro Trans-Am, auf Basis des Audi 200 C3, war der erste von Audi eingesetzte Werksrennwagen für Rundstrecken seit den Auto-Union-Rennwagen aus den 1930er Jahren.

### Der Audi 200 im Ausland
In China gab es den Audi 200 L (eine Langversion speziell für den chinesischen Markt) von der FAW-Volkswagen erst ab Februar 1996. Die Produktion des Modells wurde im Sommer 1999 eingestellt.

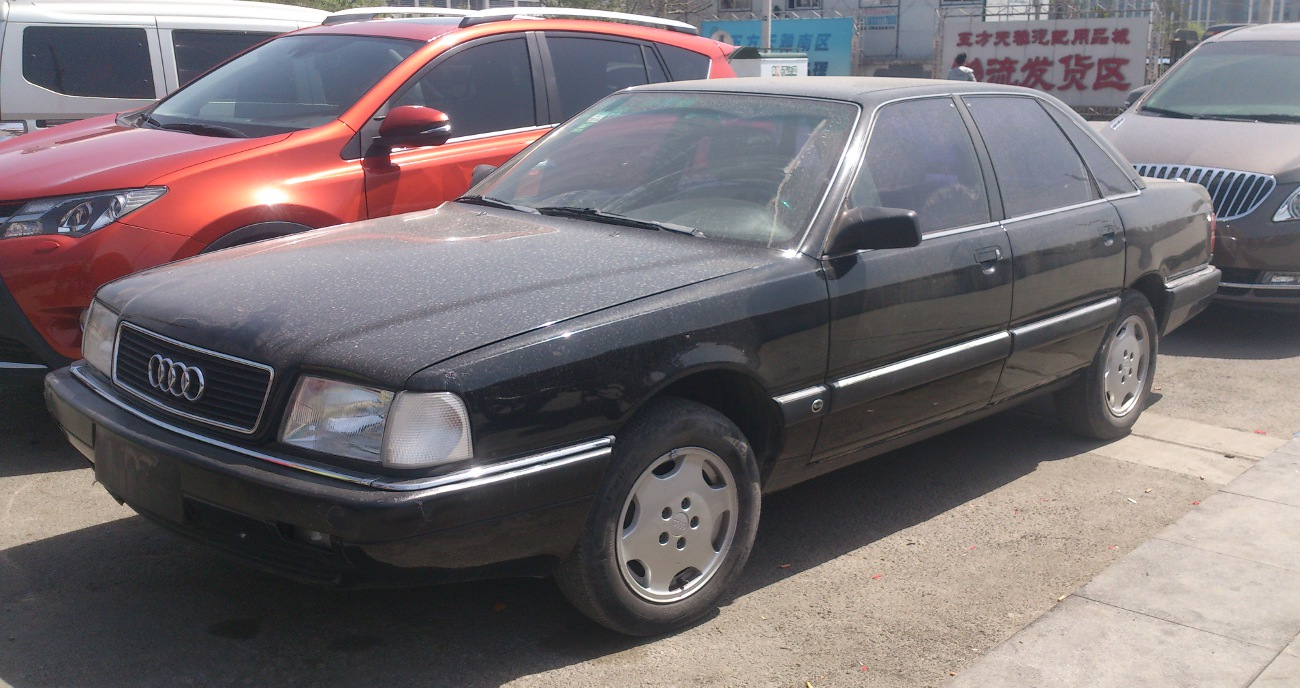
Audi 200 (China; 1994–1999)
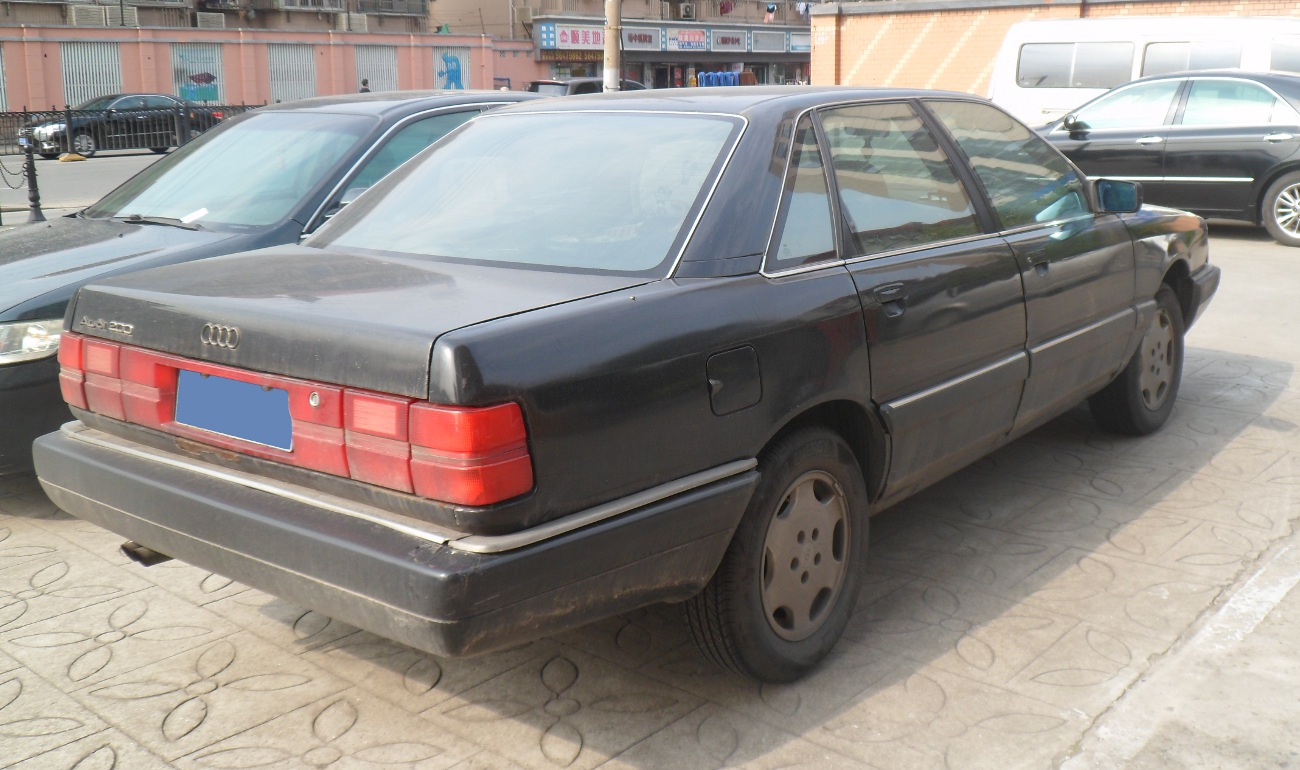
Audi 200, Heckansicht (China; 1994–1999)

| Modell                | Hubraum (cm³) | Motorcode | Leistung        | Bemerkung        | Variante         | Bauzeit         |
| --------------------- | ------------- | --------- | --------------- | ---------------- | ---------------- | --------------- |
| 2.1                   | 2144          | WC        | 100 kW (136 PS) |                  | Limousine        | 06/1983–07/1984 |
| 2.1 Turbo             | 2144          | KG        | 134 kW (182 PS) | auch mit quattro | Limousine, Avant | 06/1983–01/1988 |
| 2.2                   | 2226          | KU        | 101 kW (137 PS) |                  | Limousine        | 08/1984–07/1985 |
| 2.2 Turbo             | 2226          | MC        | 121 kW (165 PS) | auch mit quattro | Limousine, Avant | 08/1985–07/1991 |
| 2.2 Turbo             | 2226          | 2B        | 140 kW (190 PS) | nur Automatik    | Limousine        | 02/1988–12/1990 |
| 2.2 Turbo             | 2226          | 1B        | 147 kW (200 PS) | auch mit quattro | Limousine, Avant | 02/1988–12/1990 |
| 2.2 20V Turbo quattro | 2226          | 3B, RR    | 162 kW (220 PS) |                  | Limousine, Avant | 03/1989–07/1991 |

### Produktionszahlen des Audi 200
| Modell                      | Liter         | kW            | 1982 | 1983  | 1984   | 1985   | 1986   | 1987  | 1988   | 1989  | 1990  | 1991 | Summe  |
| --------------------------- | ------------- | ------------- | ---- | ----- | ------ | ------ | ------ | ----- | ------ | ----- | ----- | ---- | ------ |
| Audi 200                    | 2,1/2,2       | 100/101       | 1    | 114   | 1.289  | 292    |        |       |        |       |       |      | 1.696  |
| Audi 200                    | 2,2           | 121           |      |       |        |        | 720    | 2.629 | 750    | 1.992 | 1.790 | 53   | 7.934  |
| Audi 200                    | 2,1           | 134           | 17   | 5.106 | 7.756  | 2.553  | 1.393  |       | 855    |       |       |      | 17.680 |
| Audi 200                    | 2,2           | 140           |      |       |        |        | 10     | 211   | 9      | 65    | 7     |      | 302    |
| Audi 200                    | 2,2           | 147           |      |       |        |        |        | 442   | 5      | 136   | 30    |      | 613    |
| Audi 200 quattro            | 2,2           | 121           |      |       |        |        | 782    | 2.256 | 1.132  | 1.245 | 380   | 1    | 5.796  |
| Audi 200 quattro            | 2,1           | 134           |      |       | 1.398  | 3.363  | 1.876  |       | 932    |       |       |      | 7.569  |
| Audi 200 quattro            | 2,2           | 140           |      |       |        |        | 3      |       | 3      |       |       |      | 6      |
| Audi 200 quattro            | 2,2           | 147           |      |       |        |        |        | 832   | 25     | 233   | 20    |      | 1.110  |
| Audi 200 20V quattro        | 2,2           | 162           |      |       |        |        |        | 31    | 5      | 1.972 | 2.553 | 206  | 4.767  |
| Audi 200 turbo diesel       | 2             | 64            |      | 15    |        |        |        |       |        |       |       |      | 15     |
| Audi 200 V6 1               | 2,5           | 129           |      |       |        |        |        | 1     |        |       |       |      | 1      |
| Audi 200 V8 1               | 3,6           | 184           |      |       |        |        |        | 1     |        |       |       |      | 1      |
| Audi 200 turbo              | 2,2           | 117           | 5    | 921   | 10.981 | 8.620  | 8.023  |       | 2.868  |       |       |      | 31.418 |
| Audi 200 quattro            | 2,2           | 117           |      |       | 11     | 1.163  | 4.622  |       | 2.734  |       |       |      | 8.530  |
| Audi 200 Avant              | 2,2           | 121           |      | 2     | 2      |        |        |       |        |       |       |      | 4      |
| Audi 200 Avant quattro      | 2,2           | 121           |      |       |        |        | 232    | 516   | 264    | 367   | 118   |      | 1.497  |
| Audi 200 Avant quattro      | 2,1           | 134           |      | 1     | 35     | 1.092  | 493    |       | 220    |       |       |      | 1.841  |
| Audi 200 Avant quattro      | 2,2           | 140           |      |       |        |        | 8      |       | 3      |       |       |      | 11     |
| Audi 200 Avant quattro      | 2,2           | 147           |      |       |        |        |        | 173   | 4      | 39    |       |      | 216    |
| Audi 200 Avant 20V quattro  | 2,2           | 162           |      |       |        |        |        | 15    | 3      | 647   | 905   | 46   | 1.616  |
| Audi 200 Avant quattro      | 2,2           | 117           |      | 1     | 6      |        | 338    |       | 625    |       |       |      | 970    |
| Audi 200 Avant V6 quattro 1 | 2,5           | 129           |      |       |        |        |        | 1     |        |       |       |      | 1      |
| Summen                      |               |               |      |       |        |        |        |       |        |       |       |      |        |
| als Limousine               | als Limousine | als Limousine | 23   | 6.156 | 21.435 | 15.991 | 17.429 | 6.403 | 9.318  | 5.643 | 4.780 | 260  | 87.438 |
| davon quattro               | davon quattro | davon quattro |      |       | 1.409  | 4.526  | 7.283  | 3.119 | 4.831  | 3.450 | 2.953 | 207  | 27.778 |
| als Avant                   | als Avant     | als Avant     |      | 4     | 43     | 1.092  | 1.071  | 705   | 1.119  | 1.053 | 1.023 | 46   | 6.156  |
| davon quattro               | davon quattro | davon quattro |      | 2     | 41     | 1.092  | 1.071  | 705   | 1.119  | 1.053 | 1.023 | 46   | 6.152  |
| Gesamt                      | Gesamt        | Gesamt        | 23   | 6.160 | 21.478 | 17.083 | 18.500 | 7.108 | 10.437 | 6.696 | 5.803 | 306  | 93.594 |

Zum 1. Januar 2015 waren laut KBA noch mindestens 521 Fahrzeuge mit den Typschlüsselnummern des Typs 200 C3 gemeldet.

## Audi V8 (Typ 44/4C)

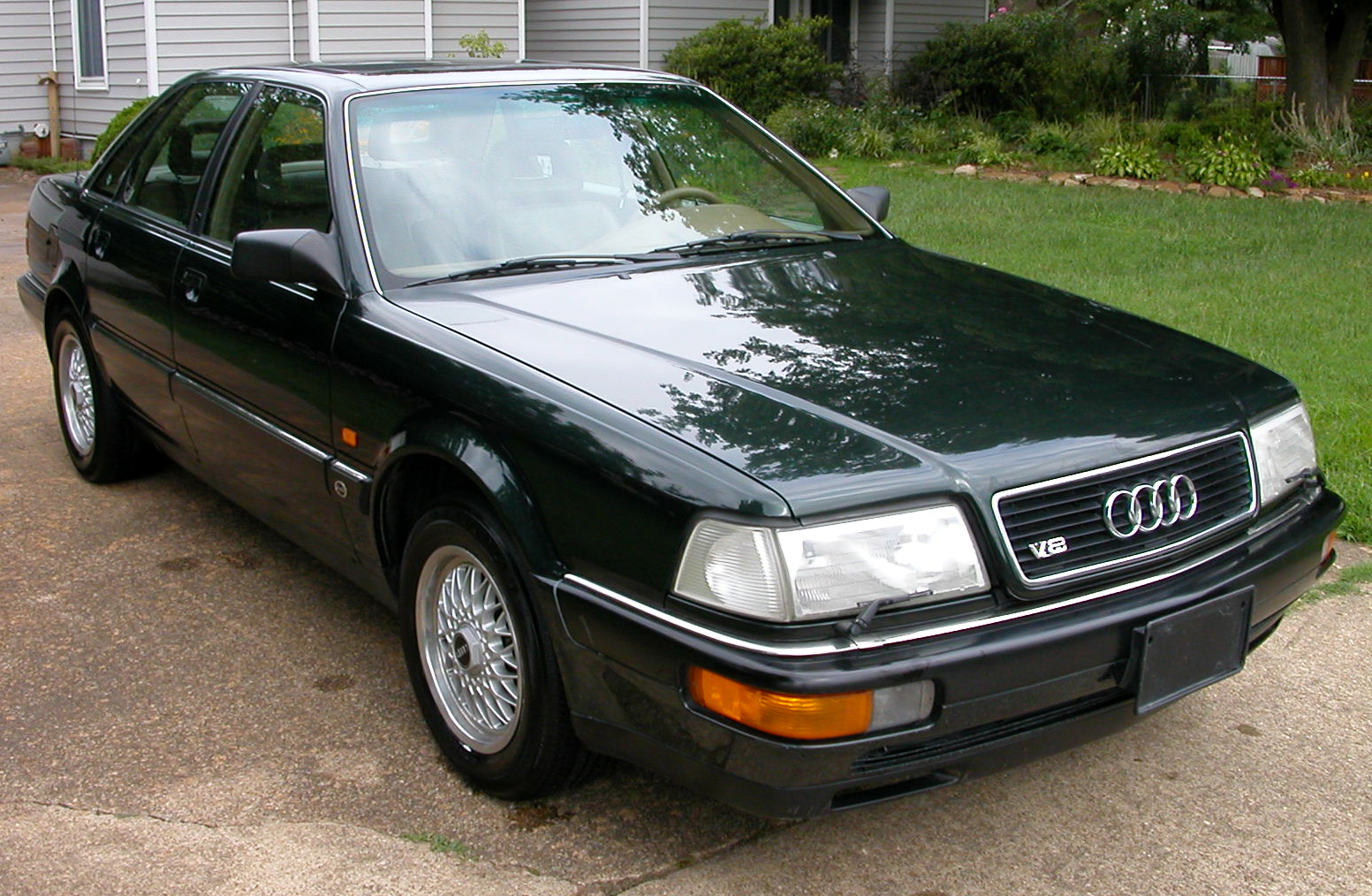
Audi V8 (1988–1994)

Parallel zum Audi 200 gab es ab Herbst 1988 noch eine weitere Variante des Audi 100, den Audi V8 (D11), der ursprünglich die Bezeichnung Audi 300 tragen sollte und noch mehr kostete als der Audi 200.
Er wurde anfangs ausschließlich mit einem V8-Motor mit 3,6 Liter Hubraum und einer Leistung von 184 kW (250 PS), dem Allradantrieb Quattro sowie einem Automatikgetriebe angeboten, damit erreichte er jedoch nicht die Fahrleistungen des Audi 200 Quattro 20V.
Ab Mitte 1992 war ein 4,2 Liter (4172 cm³)-V8-Motor mit einer Leistung von 206 kW (280 PS) lieferbar.
Beim Audi V8 waren die Unterschiede zum Audi 100 an der Karosserie größer als beim Audi 200. Hierzu zählen unter anderem eine neu gestaltete Fahrzeugfront, ein Fahrwerk mit breiterer Spur, weiter ausgestellte Radläufe und geänderte Stoßfänger. Auch die hinteren Türen sowie die Seitenleisten unterschieden sich vom Audi 200, ferner das Kombiinstrument.
Audi wollte den V8 als eigenständiges Oberklassefahrzeug vermarkten, doch konnte dieser sich nicht gegen die Mercedes-Benz S-Klasse oder die BMW 7er-Reihe behaupten, da er trotz der erwähnten Unterschiede weiterhin als Audi 100 wahrgenommen wurde. Die Verkaufszahlen blieben trotz teurer Werbemaßnahmen weit hinter den Erwartungen zurück. Mitte 1994 lief die Produktion des V8 aus. Der V8 wurde durch den völlig neuen, eigenständigen und größeren Audi A8 abgelöst.